# Meteorologisch Instituut

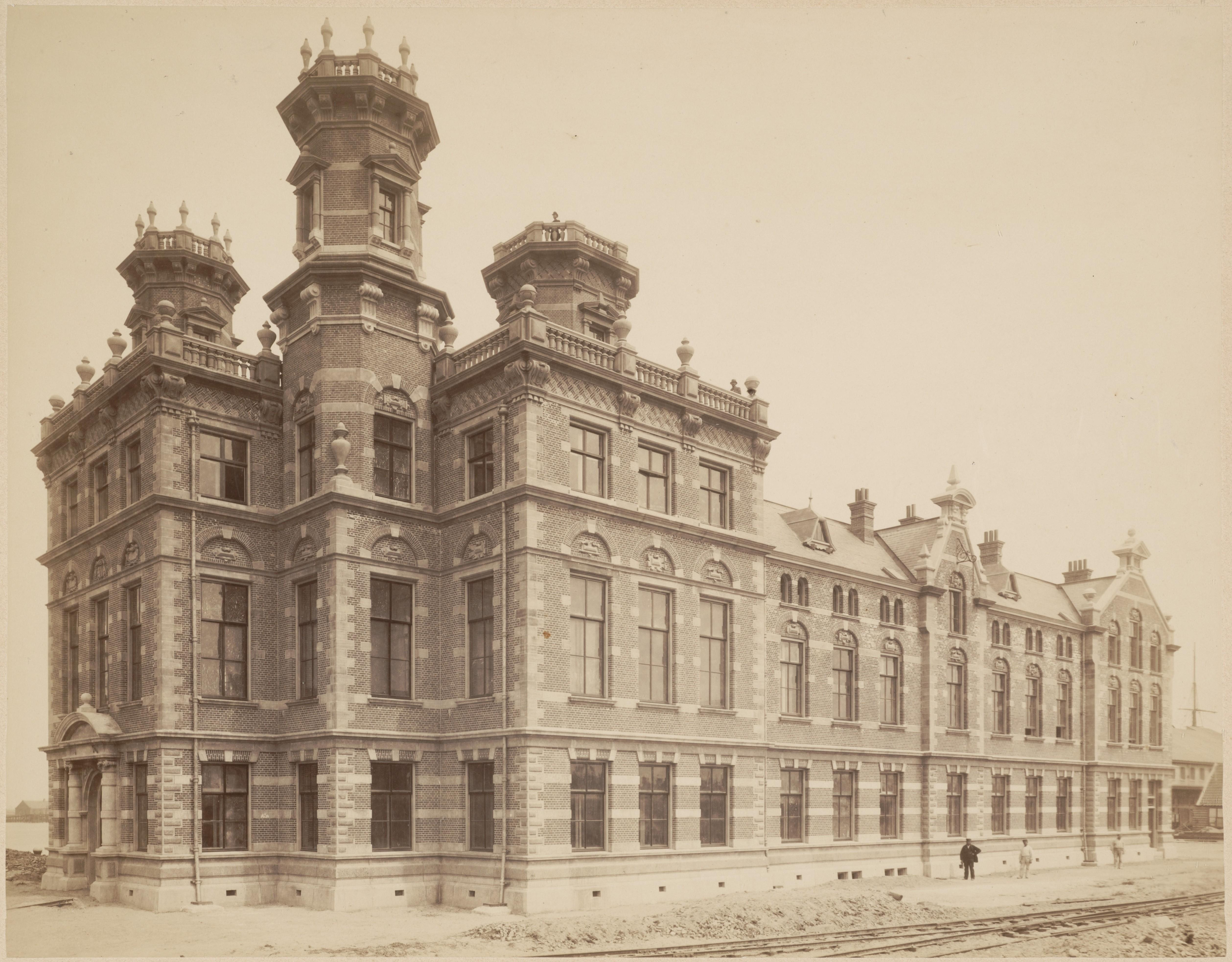
Gebouw Algemeenen Dienst in 1885

Het Meteorologisch Instituut was een gebouw en instituut in Amsterdam-Centrum. Het was gevestigd op de Oostelijke Handelskade 1-3.
In 1884 werd door de gemeente Amsterdam en het rijk geld vrijgemaakt voor de bouw van gebouw op de westelijke kop van de Oostelijke Handelskade aan het IJ. Het rijk kwam met geld van drie ministeries: Het Ministerie van Marine, van Financiën en Rijkswaterstaat. Het beheer van het gebouw zou liggen in de handen van de gemeente Amsterdam, waarbij het rijk huur zou betalen voor bijvoorbeeld loodsdiensten, invoerrechten en telegraaf. De gemeente gaf met het gebouw van rond de 250.000 gulden onderdak aan politie, brandweer, het meteorologisch instituut en de havendienst. Dat Meteorologisch Instituut had de officiële naam Amsterdams Nautisch en Weerkundig Instituut, onderdeel van het Nederlands Meteorologisch Instituut, kwam over van het gebouw van de Kweekschool voor de zeevaart aan de Prins Hendrikkade. Directeur Christophorus Buys Ballot wilde een werkbare combinatie tussen het NMI en de zeevaart, niet alleen op het gebied van het weer, maar ook (voorbereidingen) van kaarten, kompassen etc. Het gebouw stond met het front naar de haven met drie opvallende torens. Opvallender werd het gebouw bij storm wanneer er een rode bal werd gehesen. Bovendien werd door luiken om 12.00 uur de tijd aangegeven, later omgezet in een lichtsignaal. Jacob Olie legde het gebouw een aantal keer vast bij een fotosessie rondom het IJ.
Het gebruik van het gebouw nam al in de jaren twintig af; de Hollandsche Stoomboot Maatschappij was toen de grootste huurder; er werd toen behoorlijk verbouwd aan het gebouw en wel onder leiding van Eduard Cuypers. Het meteorologisch instituut vertrok in 1961 geheel uit het gebouw; het werd gevestigd aan de Hoogte Kadijk. Daarna kwam het gebouw leeg te staan. In de bouwwoede van de jaren zeventig viel het gebouw ten prooi aan de slopershamer. Niet dat er direct nieuwbouw kwam; in 1975 werd er een parkeerplaats aangelegd. Daarna werd het terrein voor van alles gebruik, bijvoorbeeld een bungeejumptoren. De schepping van stadsarchitect Bastiaan de Greef en vermoedelijk ook Willem Springer hield het dus negentig jaar vol, de torens net iets langer dan het gebouw. Overigens bleek bij onderzoek achteraf dat het gebouw tegen de vlakte ging voordat er een sloopvergunning was afgegeven. De Amsterdamse havendienst, eerste gebruiker van het gebouw zat er mee in haar maag en wilde actie voordat het gekraakt zou worden.
Rond 2000 vond er een grootscheepse herinrichting van de terreinen alhier onder leiding van Rem Koolhaas. Ongeveer op de plaats van genoemd gebouw kwam het Muziekgebouw aan 't IJ. 

## Afbeeldingen

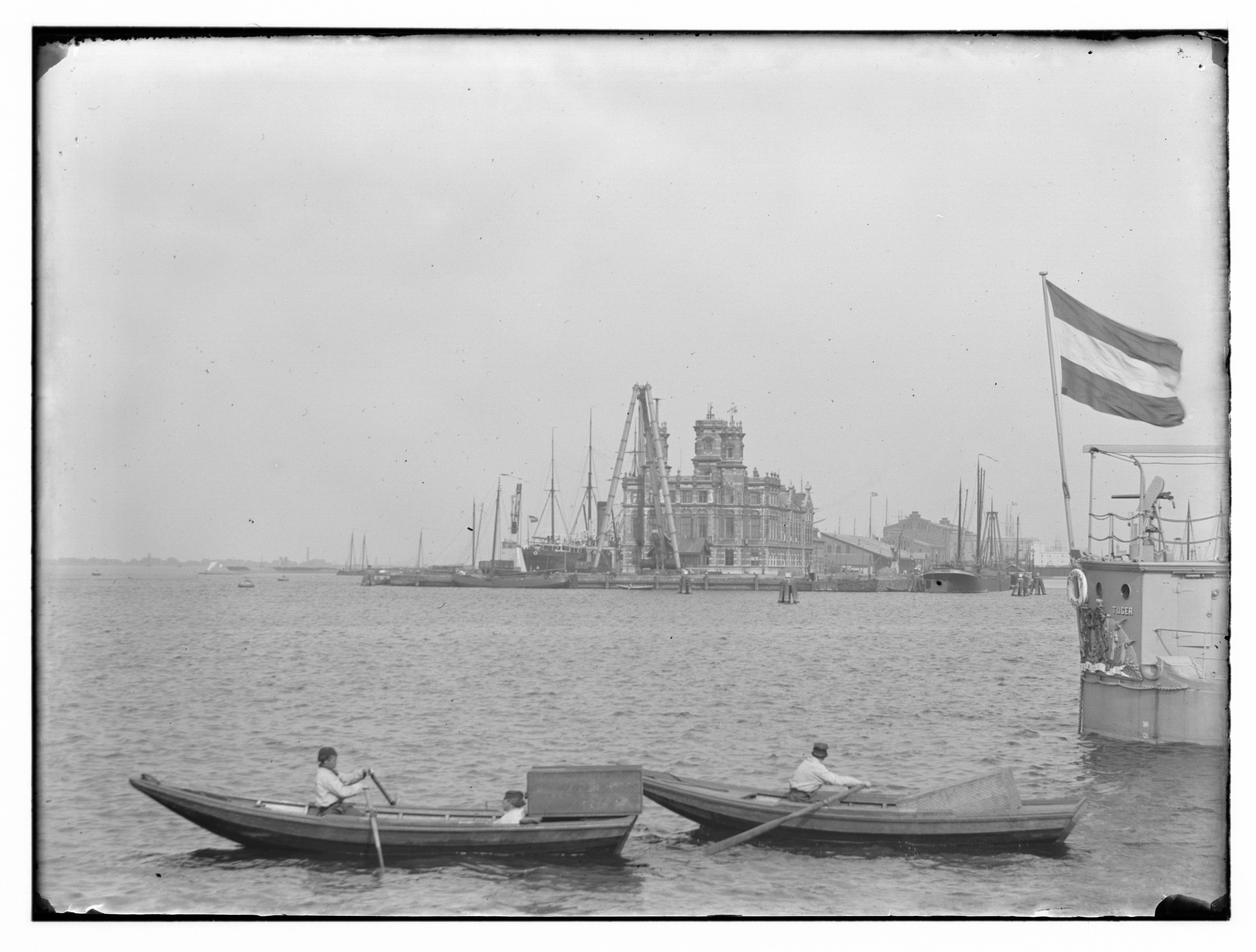
Blikvanger aan het IJ met daarvoor een hijsbok (1893)
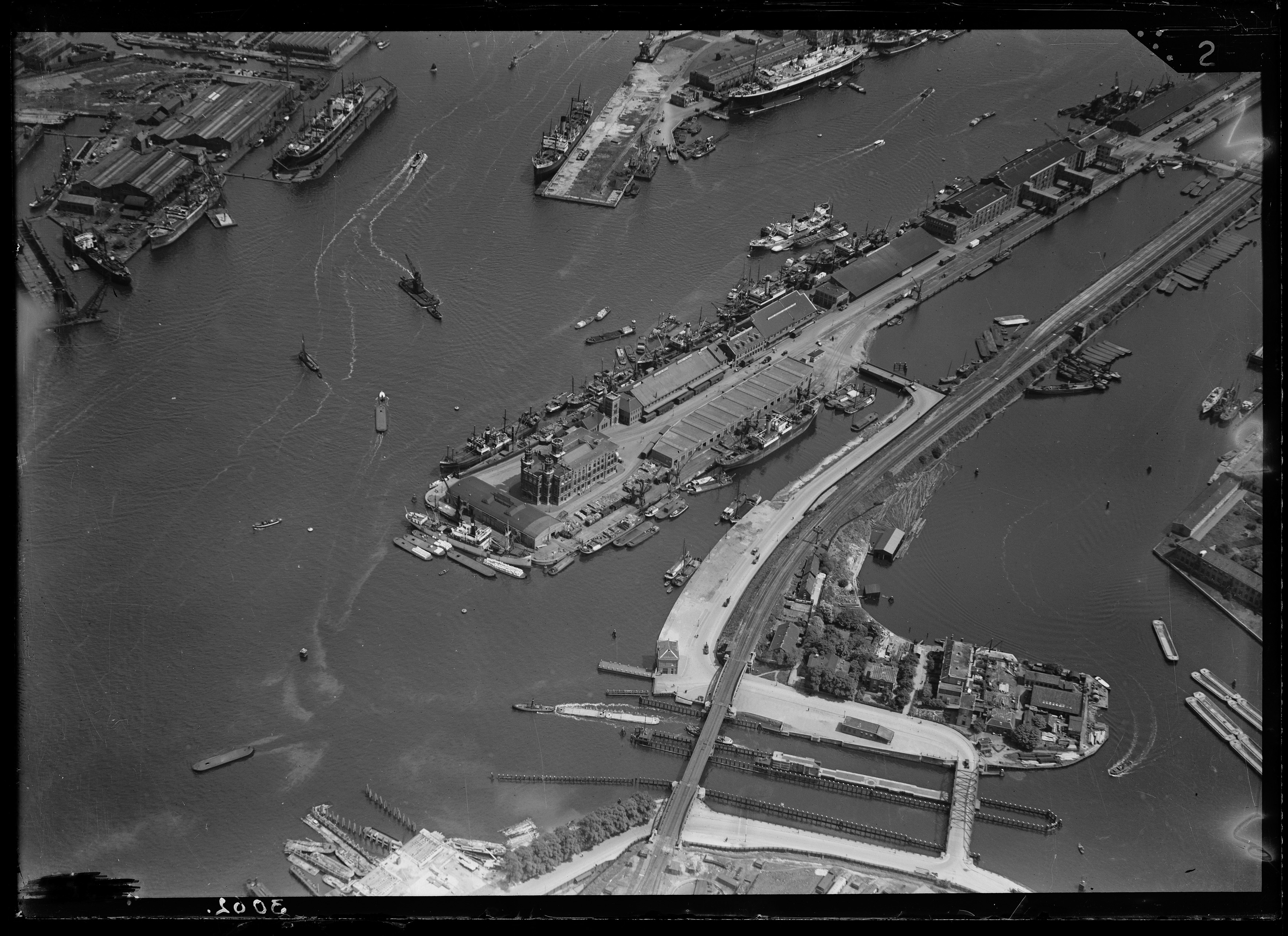
Oostelijke Handelskade met gebouw op de kop (1920-1940)
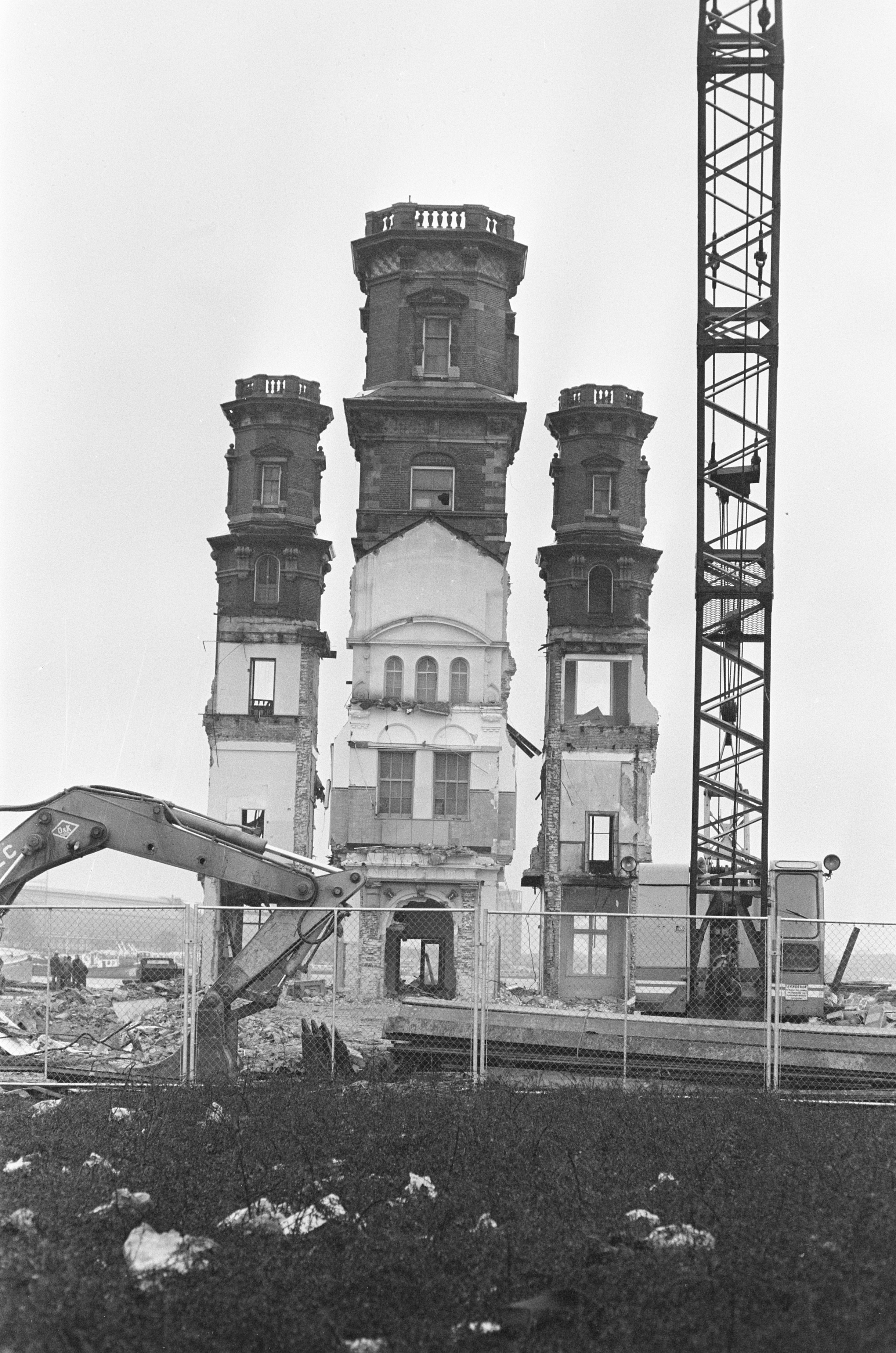
Drie torens in 1975